# PROMISE (LUNA SEAの曲)
「PROMISE」（プロミス）は、LUNA SEAの配信限定シングル。2011年4月9日に配信された。

## 概要
LUNA SEAが再始動した2010年の「REBOOT」後、初めて発表された新曲。LUNA SEAの新曲の発表は2000年の「LOVE SONG」以来となる。当初リリースの目処は立っていなかったが、2011年3月11日の東日本大震災の発生を受け、3月23日に「From LUNA SEA for JAPAN」と題したメッセージを発表し、その中で10年ぶりに新曲を配信リリースすること、さらにその収益金全額を義援金として被災地に寄付することを明らかにした。
4月9日より世界7ヶ国のAmazon MP3及び公式携帯サイトLUNA SEA MOBILEにて配信が開始された。アマゾンジャパンの展開する「たすけあおうNippon 東北関東大震災義援金」活動の一環として販売され、収益金は日本赤十字社及び米国赤十字社を通じて寄付される。
現在、配信は行われていないが、後に2014年5月28日に発売されたベストアルバム『LUNA SEA 25th Anniversary Ultimate Best -THE ONE-』にて初めてCD化されている。

## 収録曲
作詞･作曲･編曲:LUNA SEA
1. PROMISE
INORAN原曲。
ワールドツアーに向け制作されていた楽曲で、ワールドツアー追加公演「REBOOT -THE LAST COUNT DOWN-」の2010年12月30日神戸ワールド記念ホール公演にて1度だけ新曲として披露された曲。元々は「PROMISED NIGHT」というタイトルだったが、リリースに際し改題されている。
制作段階にあったいくつかの新曲の中からこの曲が選ばれたのは「最もポジティヴなエネルギーを放っていた」という理由[3]。
ライブでは、半音下げチューニングで演奏される。

## 収録アルバム
- LUNA SEA 25th Anniversary Ultimate Best -THE ONE-
- NEVER SOLD OUT 2